# Svenska Triathlonförbundet
Svenska Triathlonförbundet är ett specialidrottsförbund för triathlon. Förbundet bildades 1993 och blev medlem i Riksidrottsförbundet 1995. Det bildades först som ett provisorium 1984 och var en sektion under Sveriges militäridrotts- och mångkampsförbund.
Förbundet har fyra distrikt - Väst, Öst, Nord och Syd - vilka utgör svensk triathlons regionala organisation. Svenska Triathlonförbundet är medlem i International Triathlon Union (bildat 1989) och dess regionala organisation European Triathlon Union (bildat 1984).
Förbundets kansli ligger i Göteborg och styrelseordförande är Henrik Nöbbelin.